# Буф
Буф или понякога книжовно Бух (на гръцки: Ακρίτας, Акритас, в превод граничар, до 1955 година Μπούφι, Буфи) е село в Република Гърция, в дем Лерин (Флорина), област Западна Македония.

## География
Селото е разположено на 17 километра северозападно от демовия център Лерин и на 10 километра югозападно от Долно Клещино в подножието на планината Пелистер, в широка котловина, наричана и Буфкол между Острец, Стръмна и Тайма.

## История

### В Османската империя
Селото е основано през XV век, според преданието от лъжичари. В местността Градище е имало останки от крепост. Селото се споменава за пръв път в османски дефтери от 1468 и 1481 година под името Бух. В османски данъчни регистри на християнското население от 1611 – 1612 година то е отбелязано под името Буфи с 19 джизие ханета (домакинства). В 1861 година Йохан фон Хан на етническата си карта на долината на Вардар отбелязва Буф като българско село. В 1872 година е построена селската църква „Свети Николай“.
На 18 юни 1879 година делегация от 40 души буфчани се оплаква в Битоля на валията Мухтар паша от юзбаши Мехмед ефенди, който вместо да гони разбойниците поискал селяните да му ги предадат и след като те не успели пребил и арестувал първенците Трайчо и Антон и поповете Георги и Константин.
В 1889 година Стефан Веркович пише, че в селото живеят 64 български семейства (331 души). В „Етнография на вилаетите Адрианопол, Монастир и Салоника“, издадена в Константинопол в 1878 година и отразяваща статистиката на населението от 1873 година Боф (Bof) е посочено като село с 40 домакинства със 115 жители българи.
Гьорче Петров („Материали по изучаванието на Македония“) пише в 1896 година за Буф, че е село с 200 къщи с 2120 жители българи, преминали под ведомството на Българската екзархия в началото на 90-те години на XIX век. По това време в Буф функционират мъжко и девическо училище, в които се преподава на български език. Той описва селото като традиционен център на българите от местността Буф Колу, а буфчани като юначни и сплотени:
| „ | Водител и крепител на другите села е било селото Буф. Щом има нападение на някое село, известява се за това на буфчани и те вкупом се затичват на помощ... преследва ли се някой човек или мома от турците, тя се изпраща в Буф на прибежище... Буф е давал много юнаци хора. Най-славен е бил „попо от Буф“, който умря в Кюстендил по-миналата година. Той е бил тип на старите български хайдути. Непристъпността на мястото служи за крепост... борбата им с близките турски села ги заставлявала да имат съгласие. | “ |

Според статистиката на Васил Кънчов („Македония. Етнография и статистика“) в 1900 година Бухъ (Буфъ) има 1900 жители българи.
На Етнографската карта на Битолския вилает на Картографския институт в София от 1901 година Бух е чисто българско село в Леринската каза на Битолския санджак с 218 къщи.
По данни на секретаря на Българската екзархия Димитър Мишев („La Macédoine et sa Population Chrétienne“) в 1905 година в селото има 1400 българи екзархисти и функционира българско училище, в което в 1895 година учителства видният деец на ВМОРО Александър Евтимов. Селото остава вярно на Екзархията до Балканската война, когато в него влизат гръцки войски.
По време на Илинденското въстание от 1903 година са убити Сотир Димитров, Петре Кочев, Ильо Наумчев (Опашинов), Коста Илиев, Яна п. Димитрова, Илинка Бълканова, Спасия Кузманова, Нада Тръпчева, Филип Колев и Павли Стойчев. Опожарени са 211 от 350 къщи, както и една от двете църкви.
След 1900 година се засилва емиграцията на жителите на Буф в САЩ. Според данните на българския търговски агент в Битоля Андрей Тошев Буф е селището в Битолска, Леринска и Костурска каза с най-много емигранти отвъд Атлантика. В началото на 1904 година те са 350 души. Част от емигрантите в САЩ са временни и се завръщат в селото. Алберт Сониксен описва селото в спомените си:
| „ | ...голямо българско село, отчасти намаляло по население поради емигриране в Америка. | “ |

Селото пострадва силно при потушаването на Илинденско-Преображенското въстание през лятото на 1903 година. През ноември 1903 година селото е посетено от бъгларския владика Григорий Пелагонийски, който раздава помощи за пострадалото българско население. Владиката е посрещнат от всички селяни. Наум Темчев, който придружава Григорий, пише:
| „ | Отъ 240 кѫщи останали здрави 18. В тѣхъ се прибрали освѣнъ стопаните и всички други сѣмейства, които нѣмали възможность да си направятъ колиби... Отъ чардака на нашата кѫща се виждаше цѣлото село. Нъ това не бѣше село. То приличаше повече на зинали гробища съ съвършено почернѣли вѫтрѣшни стѣни. Изъ един от ѫглитѣ на всѣкитакъвъ гробъ излизаше димъ. Черквата и ханътъ до нея бѣха останали непокѫтнати. Яка и хубава е черквата въ Бухъ... Църквата пусна и до като дойда до кѫщата, азъ видѣхъ нѣколко колиби по ѫглитѣ на изгорѣлитѣ кѫщи. Тѣ бѣха низки и съградени на бърза рѫка. Дъждътъ проникваше въ тѣхъ. Въ такива колиби живѣеше по-голѣмата част отъ населението на с. Бухъ. | “ |

Според отец Стефан, по-младият от двамата български свещеници в Буф, на 31 юли войска, дошла от Клещино изгаря външната църква „Свети Георги“ и много къщи в селото. Убити са 5 мъже и 4 жени, една от които бременна. На 2 септември в селото идва войска, придружена от гръцкия владика Амвросий Пелагонийски, която ограбва цялото село.
При избухването на Балканската война в 1912 година двама души от Буф са доброволци в Македоно-одринското опълчение.

### В Гърция
През войната в селото влизат гръцки войски и след Междусъюзническата война Буф остава в Гърция. Боривое Милоевич пише в 1921 година („Южна Македония“), че Буф има 220 къщи славяни християни. В 1932 в Буф живеят 340 българофонски семейства, 310 от които с „изявено българско съзнание“. Секретен доклад на жандармерийския началник в Лерин от април 1940 година посочва Буф заедно със Загоричани, Мокрени и Екши Су като едно от селата с най-голяма концентрация на „българомислещи“ в региона. Между двете световни войни около 60 буфски семейства се изселват в Битоля, където формират Буфска махала.

След разгрома на Гърция от Нацистка Германия през пролетта на 1941 година на 17 юни жителите на Буф подават молба до окупационните власти, за утвърждаване на български общински съвет, в която се казва, че селото има 308 къщи с 2307 жители, всички до един българи. В общинския съвет влизат Петър Антонов, Коста Клютов, Илия Томов, Лазар Сърбинов, Трендо Вълчев, Филип Груйов, Никола Бейков, Симе Клятов, Иван Томов, Атанас Панов. През 1942 година делегация от Леринско изнася изложение молба до Богдан Филов, в което заявява: 
| „ | От село Буф са били задържани в Леринския затвор 7 души, а за да ги тормозят гърците, поставили в килията им, където били задържани, един разложен труп – намерен някъде из балкана преди 6 седмици. | “ |

През 1945 година в селото има 2007 българогласни, от които 1000 с „негръцко национално съзнание“, 37 с гръцко и 970 с „неустановено национално съзнание“. Селото пострадва силно в Гръцката гражданска война и 189 семейства с 686 души се изселват в Югославия, а 96 семейства с 400 души в другите социалистически страни.
В 1955 година селото е прекръстено на Акритас на името на андартския капитан Костас Акритас, псевдоним на генерала от гръцката армия Константинос Мазаракис.
Сривът на населението през 60-те години се дължи на масовата емиграция отвъд океана.
Според изследване от 1993 година селото е чисто „славофонско“ и „македонският език“ в него е запазен на средно ниво.
| Име                       | Име              | Ново име             | Ново име               | Описание                                           |
| ------------------------- | ---------------- | -------------------- | ---------------------- | -------------------------------------------------- |
| Плоча                     | Πλάτσα           | Плака                | Πλάκα                  | връх в Баба на ЮЗ от Буф (1818 m)                  |
| Бела вода                 | Μπενε Ριγάτα     | Антовуни             | Άνθοβούνι              | връх в Баба на ЮЗ от Буф (2110 m)                  |
| Афте Ливади               | Άφτε Λιβάδι      | Ливади ту Папалазару | Λιβάδι τού Παπαλαζάρου | южната река на Буф (Стара река)                    |
| Кусата                    | Κούστα           | Кондорема            | Κοντόρεμα              | река на ЮЗ от Буф, десен приток на Стара река      |
| Нешково Чуката            | Νέσκοβο Τσούκατα | Аркуда               | Αρκούδα                | връх на З над Буф (1315 m)                         |
| Лалешница или Бучалото    | Λαλεσνίτσα       | Рема ту Лазару       | Ρέμα του Λαζαρου       | северната река на Буф, ляв приток на Стара река    |
| Влашко гумно              | Βλασκογκούμνο    | Алони                | Άλώνι                  | река на С от Буф, ляв приток на Стара река         |
| Солацито или Баздровица   | Σολάτσιτο        | Папус                | Παππούς                | връх в Баба на ИЮИ от Буф (1641 m)                 |
| Кречка                    | Κρέτσκα          | Елиникон             | Έλληνικόν              | река на Ю от Буф, десен приток на Стара река       |
| Медово                    | Μέντοβο          | Мелисотопос          | Μελισσότοπος           | гора в Баба на И от Буф и на С под връх Солацито   |
| Кефадо                    | Κεφάδο           | Спилия               | Σπηλιά                 | връх в Баба на И от Буф (1151 m)                   |
| Гарчово                   | Γκάρτσοβο        | Акритико             | Άκριτικό               | река на И от Буф, десен приток на Стара река       |
| Сини вир                  | Σίνιβιρ          | Галазио Рема         | Γαλάζιο Ρέμα           | река                                               |
| Цървеник или Цървеница    | Σερβενίτσα       | Кокинохома           | Κοκκινόχωμα            | местност на И от Буф                               |
| Горнико                   | Γκορνικό         | Анифорико            | Άνηφορικό              | връх в Баба на С от Буф (1306 m)                   |
| Чуй Глас                  | Τσούκι Γκλάς     | Андилалос            | Άντίλαλος              | връх и река на СИ от Буф, ляв приток на Стара река |
| Сари Орман                | Σαρή Όρμάν       | Монахикон            | Μοναχικόν              | връх в Баба на СЗ от Буф (1400 m)                  |
| Мечка                     | Μετζικα          | Аркуда               | Άρκούδα                | връх в Баба на СИ от Буф                           |
| Въртешка (Баба) или Тумба | Βαρνούς          | Врахокорфи           | Βραχοκορφή             | връх на СЗ от Буф (2176,7 m)                       |

Преброявания
- 1913 – 2288 жители
- 1920 – 1709 жители, 299 семейства
- 1928 – 1760 жители
- 1951 – 766 жители
- 1961 – 723 жители
- 1971 – 281 жители
- 1981 – 190 жители
- 2001 – 134 жители
- 2011 – 100 жители

## Личности
Родени в Буф
- Анастас Петличков (1882 – 1970), деец на ВМОРО и Македонско-българския народен съюз.
- Атанас Буовски (1856 – 1 април 1941), зограф и учител на Владимир Димитров-Майстора
- Атанас Йонев Байов, български революционер от ВМОРО[34]
- Атанас Петров (1885 – 1907), български революционер от ВМОРО
- Атанас Ферманов (1848 – ?), български революционер
- Атанас Цветков, български революционер от ВМОРО[35]
- Божин Трайков Бранов, български революционер от ВМОРО[34]
- Вангел Гагачев (р. 1938), северномакедонски юрист
- Вангел Гагачев (1941 – 2022), северномакедонски икономист
- Васил Буфчето, български революционер, деец на ВМОРО, загинал.[36]
- Георги Вучков, български военен деец, фелдфебел, загинал през Първата световна война[37]
- Георги Димитри, българин, православен, арестуван преди април 1904 година,[38] обвинен в „помагане на разбойника Атанас, който убил Халид от Лерин и неговите другари“, осъден от Извънредния съд на 8 години каторга, лежал в Битолския затвор, амнистиран с общата амнистия от 12 април 1904 година[39]
- Диме Коте, българин, православен, арестуван преди април 1904 година, обвинен в „помагане на разбойника Атанас, който убил Халид от Лерин и неговите другари“, осъден от Извънредния съд на 8 години каторга, лежал в Битолския затвор, амнистиран с общата амнистия от 12 април 1904 година[38]
- Димитър П. Вучков (1889 – 1970), македоно-одрински опълченец, Четвърта рота на Девета велешка дружина, Втора рота на Осма костурска дружина[40]
- Димитър Петров, македоно-одрински опълченец, 50-годишен, надничар, нестроева рота на Десета прилепска дружина[41]
- Димче Хаджипоповски (1922 – 1942), югославски партизанин
- Доне Пановски (1935 – 1997), есеист, журналист и литературен критик от Северна Македония
- Ефтимия (Ефто) Иванов Шапазов (1877 – след 1943), български революционер от ВМОРО[35]
- Илия Попов, свещеник, български активист в годините на Втората световна война, определен от гръцките власти в 1942 година като „български пропагандатор“ и „фанатик“[42]
- Илия Желеваров, български свещеник
- Карамфил Трайче, българин, православен, арестуван преди април 1904 година, обвинен в „даване на убежище и поддръжка чрез събиране на помощи за българската бунтовническа организация“, осъден от Извънредния съд на 5 години каторга, лежал в Битолския затвор, амнистиран с общата амнистия от 12 април 1904 година[38]
- Константин Буфски (? – 1897), български революционер
- Константин Хаджипопвасилев, гръцки андартски деец
- Коста Миновски (1920 – 1949), гръцки комунист; под влияние на брат си комунист влиза в ОКНЕ, а по-късно през окупацията в КПГ, през лятото 1944 година е избран за кмет на селото и член на Леринския районен народен съвет, след Споразумението от Варкиза е арестуван и затворен, след освобождението си се присъединява към ДАГ, сражава се на Грамос и Смолика, ранен е в главата, в 1948 година участва в сражението на Дъмбенската планина, в 1949 година отговаря за „македонците“ в 108-а бригада, загива на връх Оксия, Коница, на 11 април 1949 година, посмъртно е произведен в лейтенант[43]
- Кръстю Буфчето (? – 1907), български революционер
- Наум Петров – Буфчето (1878 – 1903), български революционер
- Никола Вучков (1855-1940), български общественик
- Никола Павлов Шапазов, български революционер от ВМОРО[35]
- Павле Петров Шапазов, български революционер от ВМОРО[35]
- Петко Йонев Байов, български революционер от ВМОРО[34]
- Сотир Браянов (1884 – 1943), български революционер и емигрантски деец в Северна Америка (Детройт)
- Спасе Богоя, българин, православен, арестуван преди април 1904 година, обвинен в „помагане на разбойника Атанас, който убил Халид от Лерин и неговите другари“, осъден от Извънредния съд на 8 години каторга, лежал в Битолския затвор, амнистиран с общата амнистия от 12 април 1904 година[39]
- Спас Хаджипопов (1878 – 1926), сърбоманин журналист
- Стефан Христов, български революционер от ВМОРО, четник на Боби Стойчев[44]
- Стойна, участничка в Илинденското въстание като четничка[21]
- Стоян Сърбинов (1920 – 1990), секретар на МАНС и член на Австралийската комунистическа партия.[45]
- Стоян Илиев Мучов – Димитров (1920 – 1947), гръцки комунист; в 1943 година бяга от насилствена мобилизация от страна на германските окупационни части и се присъединява към ЕЛАС; участва в битката при Хрупища на 18 юли 1943 година, в което е ранен; в 1944 година става заместник-началник на народната милиция в Преспа с чин младши лейтенант; след Споразумението от Варкиза, през юни 1946 година е направен опит за арестуването му и той бяга от Буф; присъединява се към ДАГ; в началото на 1947 година води двудневен бой с вражеска колона на пътя Самарина – Доцико (Дуско); загива в битката при Йероплатанос, край Калпаки в Епир през ноемви 1947 година[46]
- Тодор Йованов Аспров, български революционер от ВМОРО[34]
- Тодор Илия, българин, православен, арестуван преди април 1904 година, обвинен в „даване на убежище и поддръжка чрез събиране на помощи за българската бунтовническа организация“, осъден от Извънредния съд на 5 години каторга, лежал в Битолския затвор, амнистиран с общата амнистия от 12 април 1904 година[38]
- Трифун Пановски (1912-1944), югославски партизанин
- Филип Коте, българин, православен, арестуван преди април 1904 година, обвинен в „помагане на разбойника Атанас, който убил Халид от Лерин и неговите другари“, осъден от Извънредния съд на 8 години каторга, лежал в Битолския затвор, амнистиран с общата амнистия от 12 април 1904 година[39]
- Филип Николов Вучков (Въчков, 1879 – 1951), български свещеник, протойерей, и революционер
- Филип Наумов Дрончев, български революционер от ВМОРО[47]

Български общински съвет в Буф в 1941 година
- Петър Антонов
- Коста Клятов
- Илия Томов
- Лазар Сърбинов
- Трендо Вълчев
- Филип Груйов
- Никола Блейков
- Симе Клятов
- Иван Томов
- Атанас Панов[26]

Починали в Буф
- Дельо Бъчваров, български военен деец, подполковник, загинал през Първата световна война[48]
- Константин Джоджов (1883 – 1903), български революционер
- Петко Узунов, български военен деец, подпоручик, загинал през Първата световна война[49]
- Рангел Георгиев Душилов, български военен деец, подпоручик, загинал през Първата световна война[50]